# Vodní záchranná služba ČČK
Vodní záchranná služba ČČK, z.s. (zkratka VZS) byla založena v roce 1968. Je největší a nejstarší dobrovolnickou celostátní organizací věnující se vodní záchraně, vzdělávání, záchranářskému sportu a dalším aktivitám spojeným s vodním prostředím. V současné době působí v deseti krajích České republiky a je aktivní součástí Integrovaného záchranného systému ČR.
VZS je členem mezinárodní organizace vodní záchrany International Life Saving Federation (ILS) a zastupuje tak Českou republiku na mezinárodní úrovni. VZS je také kolektivním členem Českého červeného kříže (ČČK) a dodržuje tedy jeho principy a poslání.

## Hlavní pilíře činnosti VZS
1. Záchrana a poskytování neodkladné rozšířené první pomoci na vodních plochách a v jejich blízkosti, včetně technické pomoci a záchrany.
2. Vodní záchranná služba ČČK, z.s. jako aktivní součást IZS.
3. Sport a volnočasové aktivity pro mládež i dospělé, včetně prevence tonutí.
4. Komplexní vzdělávací řád záchranářů – od juniorů po specialisty na specifické typy vodního prostředí a lektory/instruktory/školitele nejen pro složky IZS.

### Poskytování první pomoci a záchrany
Vodní záchranná služba ČČK působí, zejména v letních měsících, na vybraných vodních plochách, kde zpravidla funguje v režimu 24 hod/nonstop. Jakožto ostatní složka Integrovaného záchranného systému (IZS) je pak běžně využívána k primárním zásahům na vodních plochách, nebo jejich blízkosti krajskými operačními středisky Hasičského záchranného sboru ČR (HZS), Zdravotnických záchranných služeb (ZZS), Policie ČR.

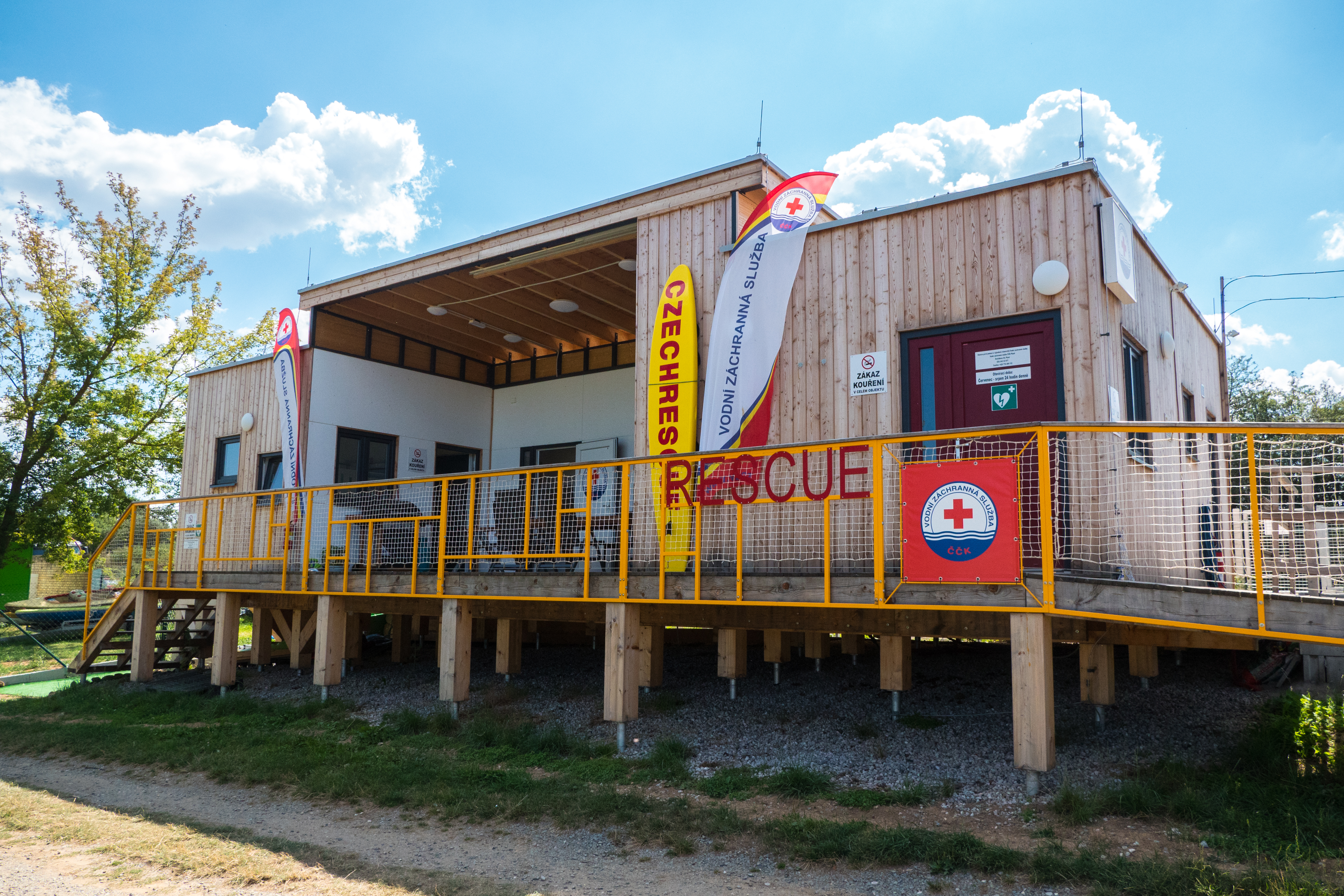
Stanice první pomoci a výjezdové stanoviště Vodní záchranné služby ČČK (Hracholusky)

VZS působí zejména v lokalitách, které jsou bez rychlého nasazení motorového plavidla obtížně dostupné. Zcela zásadní je i velmi dobrá znalost zajišťovaných vodních ploch, břehů a okolí, což je pro rychlý zásah a záchranu života velmi často naprosto klíčové. Rychlá odezva např. na výzvu tonutí, nebo stavu bezprostředně po tonutí, zásadně zvyšuje šanci na přežití. VZS poskytuje své čluny i jako dopravní prostředek posádkám ZZS do obtížně dostupných míst a pro následný rychlý transport pacienta člunem VZS k sanitnímu vozu nebo vrtulníku Letecké záchranné služby (LZS).
VZS je přímo napojena na aplikaci Záchranka, díky které dochází k předání automatické informace o nouzovém volání z aplikace v zásahovém perimetru VZS na vodní ploše, což je vodní plocha a břehová část do vzádlenosti cca 300 metrů.

#### Hlídané lokality
Na vodních plochách vlastněných státem jsou umístěny stanice první pomoci Vodní záchranné služby ČČK. Pro volání pomoci v akutních případech je vhodné využít tísňové linky 112 nebo 155. Pro neaktuní stavy a konzultace má každá stanice první pomoci pohotovostní telefonní kontakt.
- Lipno – Dolní Vltavice a Lipno – Modřín
- Orlík
- Slapy
- Hracholusky
- Dalešice
- Novomlýnská nádrž I (Mušovská – horní)
- Novomlýnská nádrž III (Novomlýnská – dolní)
- Těrlicko
- Rozkoš
- Nechranice
- Seč
- Pastviny
- Slezská Harta
- Vranov
- Jesenice
- Hlučín
- Mšeno

### Účast v integrovaném záchranném systému
VZS je složkou IZS na základě „Dohody o plánované pomoci na vyžádání“ uzavřené s Ministerstvem vnitra – Generálním ředitelstvím HZS ČR a je také zapsána v Ústředním poplachovém plánu ČR a v poplachových plánech krajů. VZS je nasazována nejen při povodních či záplavách, ale i v případě pátracích akcí na vodě a v její blízkosti po pohřešovaných nebo utonulých osobách. VZS je rovněž nasazována při likvidačních pracích a záchraně majetku.
Již od katastrofálních povodní v roce 1997 prokázala VZS svojí akceschopnost v těch nejnáročnějších podmínkách. VZS má specialisty na zásahy na volné a tekoucí vodě, kteří jsou nasazováni do složitých podmínek, kde díky svému výcviku a vybavení jsou schopni zajistit bezpečnou evakuaci, nebo záchranu lidí a majetku.
VZS a její záchranné týmy se od roku 1997 účastnily všech povodní, ať už většího či lokálního významu. 
V době pandemie související s výskytem viru SARS-CoV-2 se jednotlivé spolky po celé republice, dle možností, zapojovaly do řešení situace. Některé spolky navázali spolupráci s jinými dobrovolnými organizacemi, či přímo se složkami IZS.
VZS je rovněž nasazována při likvidačních pracích a záchraně majetku. Například při živelné katastrofě tornádo na Břeclavsku a Hodonínsku kde VZS vybudovala a zajistila polní ošetřovnu v obci Hrušky. 
Na začátku ruská invaze na Ukrajinu zajistila VZS ve spolupráci s Český červený kříž několik humanitárních konvojů převážející převážně zdravotnický a humanitární materiál. Členové VZS se také podíleli na chodu Operačního střediska Krizového štábu ČČK
Při Povodeň v Česku (2024) se záchranné týmy VZS zapojili do záchranných pracích v rámci celého území ČR. Hlavní činnost probíhala převážně v Olomouckém a Moravskoslezském kraji, kde pomáhali více než 100 osobám. Současně došlo k největší pátrací akci v historii organizace, kdy členové VZS propátrali řeku Staříč v obci Lipová-lázně na Jesenicku, kde došlo k pádu auta do řeky.

### Sport a volnočasové aktivity
Každoročně se juniorská i seniorská reprezentace VZS účastní Mistrovství Evropy a/nebo Mistrovství světa ve vodním záchranném sportu (Lifesaving). VZS má systém postupových soutěží, kde se všichni závodníci nominují do reprezentace dle svých výsledků.
Pobočné spolky připravují sportovce při pravidelných trénincích a pořádají jednotlivé závody, přičemž vyvrcholením soutěžní sezóny je pak Mistrovství republiky dětí a mládeže v disciplínách ILS a také Mistrovství republiky v plážových disciplínách podle pravidel ILS. Dle výsledků v těchto nominačních závodech jsou pak vybráni reprezentanti na Mistrovství Evropy a Mistrovství světa.
VZS pořádá závody také pro seniorskou členskou základnu, příkladem jsou Blanenská 250 či Tvrdošíjní v Jablonci na Nisou. Členové prověřují svou zdatnost také při Mistrovství republiky na volné vodě.

### Vzdělávací program
VZS má vlastní vzdělávací program, který připravuje členy již od 6 let věku na jejich působení ve VZS.
VZS spolupracuje při výcviku příslušníků a zaměstnanců hlavních i ostatních složek IZS, kde provádí výcviky v oblasti ovládání motorových plavidel, hladinové služby, divoké vody a zásahu v povodních a specializované záchrany na ledě.
V oblasti preventivní a záchranné činnosti je VZS autorizovanou osobou a zároveň má akreditované kurzy Plavčík, Mistr Plavčí a Záchranář na volné vodě. Tyto kvalifikace byly transformovány do systému Národní soustavy kvalifikací (NSK) formou autorizovaných zkoušek v souladu s Národní soustavou povolání (NSP). Organizace má i vlastní interní kurzy jako například Záchranářské minimum, Záchrana na zamrzlé vodní hladině, apod.
Frekventanti kurzů VZS jsou současně připravováni na činnosti v rámci zásahové činnosti v IZS při řešení mimořádných událostí. Úzká spolupráce se složkami IZS v oblasti vzdělávání a výcviku je jednou z priorit, na které VZS klade velký důraz.
VZS je také Pověřenou osobou k ověřování praktických dovedností při vedení malého plavidla v kategoriích M a S, které vydává Státní plavební správa.

## Organizační struktura
Členové VZS se sdružují v pobočných spolcích (dále jen PS VZS). PS VZS musí být registrován u Prezidia VZS, má však svou právní subjektivitu. Všichni členové PS VZS jsou zároveň členy VZS. Nejvyšším orgánem PS VZS je Valná hromada PS VZS složená ze všech řádných členů PS VZS starších 18 let, která volí a odvolává představenstvo, revizory a delegáty na Republikovou konferenci VZS. Nejvyšším orgánem VZS je Republiková konference VZS složená z delegátů PS VZS, která volí a odvolává Prezidenta VZS, Prezidium VZS a Revizní komisi VZS. Prezident VZS řídí činnost Prezidia VZS a je statutárním zástupcem VZS. Prezidium VZS je řídícím, výkonným a koordinačním orgánem. Ke své činnosti využívá Sekretariát VZS.

### Členská základna
V roce 2022 se registrovalo 1568 členů v 37 pobočných spolcích (z toho 417 do 14 let, 201 do 18 let, 225 do 26 let, 725 nad 26 let).

### Pobočné spolky
Blansko, Brno, Bruntál - Slezská Harta, České Budějovice, Český Krumlov, Dvůr Králové nad Labem, Frýdek-Místek, Chrudim, Jablonec nad Nisou, Karlovy Vary – Jesenice, Klatovy, Krnov, Křetínka, Liberec, Mladá Boleslav, Most, Náchod, Nechranice, Nové Město nad Metují, Nové Mlýny, Nový Jičín, Nový Jičín – R, Ostrava, Pastviny, Plzeň, Praha 6, Praha 11, Praha 15, Příbram, Slezská Harta, Soběslav, Sokolov, Tábor, Těrlicko, Třebíč, Ústí nad Labem, Vranov.